# Distretto di Santa Leonor
Il distretto di Santa Leonor è uno dei dodici distretti della provincia di Huaura, in Perù. Si trova nella regione di Lima e si estende su una superficie di 375,49 chilometri quadrati.
Istituito il 3 giugno 1940, ha per capitale la città di Jucul.